# Манчини, Лаура
Лаура Виктория Манчини (итал. Laura Vittoria Mancini; 6 мая 1636, Рим — 8 февраля 1657, Париж) — племянница кардинала Мазарини (одна из мазаринеток), в замужестве герцогиня де Меркёр и де Вандом.

## Биография
Старшая из дочерей Микеле Лоренцо, барона ди Манчини и Джеронимы Мазарини, сестры кардинала Мазарини. Она была сестрой Поля, Олимпии, Марии, Филиппа, Альфонса, Гортензии и Марии Анны Манчини. Лаура была одной из семи племянниц Мазарини, которых тот в сентябре 1647 года привёз ко французскому двору чтобы выдать их замуж.

## Семейная жизнь
В 1651 году в возрасте 15 лет Лаура вышла замуж за Людовика де Бурбон-Вандом. Хотя брак был заключен в политических целях, супруги на самом деле очень любили друг друга. Она родила трех сыновей:
- Луи Жозеф (1654—1712), известен как Великий Вандом, герцог Вандомский, французский военачальник;
- Филипп (1655—1727), рыцарь Мальтийского ордена;
- Жюль Сезар (1657—1660).

Лаура умерла при родах младшего сына Жюля Сезара 8 февраля 1657 года, тот пережил её на 3 года. Двух оставшихся сыновей воспитывала их тётка Мария Анна, будучи немногим старше чем они.